# Vladimir Odoïevski
Pour l’article homonyme, voir Alexandre Odoïevski.
Le prince Vladimir Fiodorovitch Odoïevski (en russe : Владимир Фёдорович Одоевский), né le 30 juillet 1804 (11 août dans le calendrier grégorien) et mort le 27 février 1869 (11 mars dans le calendrier grégorien) est un écrivain, philosophe, critique musical, pédagogue et philanthrope russe connu comme le « Hoffmann russe » pour ses appréciations sur la musique et ses récits fantastiques.

## Vie
Dernier représentant d'une famille issue des princesrurikides, plus précisément une branche des ducs de Novossilskikh, issus des princes de Tchernigov, il est fils du prince Féodor Sergueïevitch Odoïevski (1771-6 juin 1808), conseiller d'État et directeur de la succursale moscovite de la Caisse d'Épargne, et est le cousin germain du poète décembriste Alexandre Odoïevski avec qui il est élevé, après le décès précoce de ses parents. Il est aussi un cousin lointain de Léon Tolstoï. Il fut considéré par ses contemporains comme le type même du Moscovite. En 1816, il devient étudiant au sein du collège de la noblesse de l'université de Moscou dont il sort diplômé en aout 1822 avec médaille d'or. De 1823 à 1825, il préside la société Lioubomoudrie (littéralement des amants de la Sagesse) (Общество любомудрия), sorte de club secret étudiant la philosophie, l’esthétique et la littérature qui disparaît au moment de la révolte décembriste. Il rencontre à cette époque un grand nombre de slavophiles et d'occidentalistes, mais refuse de s'identifier à l'un de ces mouvements. À partir de 1824, il  devient critique littéraire et journaliste au Messager de l'Europe, et en 1836 devient coéditeur avec Alexandre Pouchkine du Contemporain, revue littéraire, sociale et politique qui perdure jusqu'en 1866. Après une première expérience politique de juillet à octobre 1826, il part vivre à Saint-Pétersbourg où il intègre le comité de censure du Ministère de l'intérieur. Moins d'une année plus tard, il est fait secrétaire du comité de l'Assemblée générale, et joue alors un rôle important dans la rédaction de la nouvelle loi de censure entrée en vigueur le 22 avril 1828. Il fait un rapide passage au ministère de l'Éducation avant d'être nommé en juin 1828 aux Affaires étrangères, où il est toujours chargé de la censure des ouvrages. Il intègre le ministère de l'Intérieur en février 1828, où est responsable des ouvrages scientifiques, il y reste jusqu'en 1846, année de sa nomination comme directeur adjoint de la Bibliothèque publique impériale, dont il devient directeur  en 1859.  En 1856, il visite la France, les principautés allemandes et la Suisse. Il dirige la bibliothèque du musée Roumiantsev en 1861 et elle ouvre ses portes le 1er juillet 1862. Démis de ses fonctions la même année, il devient sénateur à Moscou, et restera à ce poste jusqu'à son décès. Il est inhumé au cimetière du monastère Donskoï de Moscou.

## Œuvres littéraires
Comme Ludwig Tieck et Novalis, Odoevsky publia un certain nombre de contes pour enfants (La Ville boîte à tabac), et des histoires fantastiques pour les adultes (Cosmorama et Salamandra) imprégnées de mysticisme dans la veine de Jakob Boehme et Louis-Claude de Saint-Martin. 
Après le succès de La Dame de pique de Pouchkine, Odoïevski écrit un certain nombre d'histoires similaires traitant de la vie dissipée de l'aristocratie russe ( La Princesse Mimi et La Princesse Zizi). Sa maturité littéraire est atteinte en 1844 avec la publication de son recueil de nouvelles Les Nuits russes inspiré des Noctes Atticae, dont l’écriture lui prit deux décennies. L’ouvrage contient ses fictions les plus connues, dont les nouvelles dystopiques : Le dernier suicide et La Ville sans nom. Ses récits sont entrecoupés de conversations philosophiques évoquant les encyclopédistes français, sans oublier la musique dans Sebastian Bach. Il laissa aussi un roman utopique inachevé, Année 4338, publié en fragments en 1835 et 1840 dont le manuscrit fut réédité dans son ensemble en 1926.

## Critiques musicales
En tant que critique musical, Odoïevski  popularisa le style de Glinka et de ses disciples. Il publia aussi un traité sur les chants de la vieille Église russe, considéré en Russie comme une référence. La musique avait une influence telle sur sa vie qu'il fit de Bach et de Beethoven des personnages dans certaines de ses nouvelles. Il participa activement à la fondation de la Société musicale russe, des Conservatoires de Moscou et de Saint-Pétersbourg.

## Traductions
- Les Nuits russes, trad. Marion Graf, L'Âge d'homme, 1991
- Le Cosmorama, nouvelle, trad. Sophie Benech, José Corti, 1996
- La Sylphide, in Bienheureux les fous, trad. Virginie Tellier, José Corti, 2011
- La Cité sans nom, recueil coordonné par Patrice Lajoye, 2e édition, Lisieux, Lingva, 2014.